# Tvättbräda

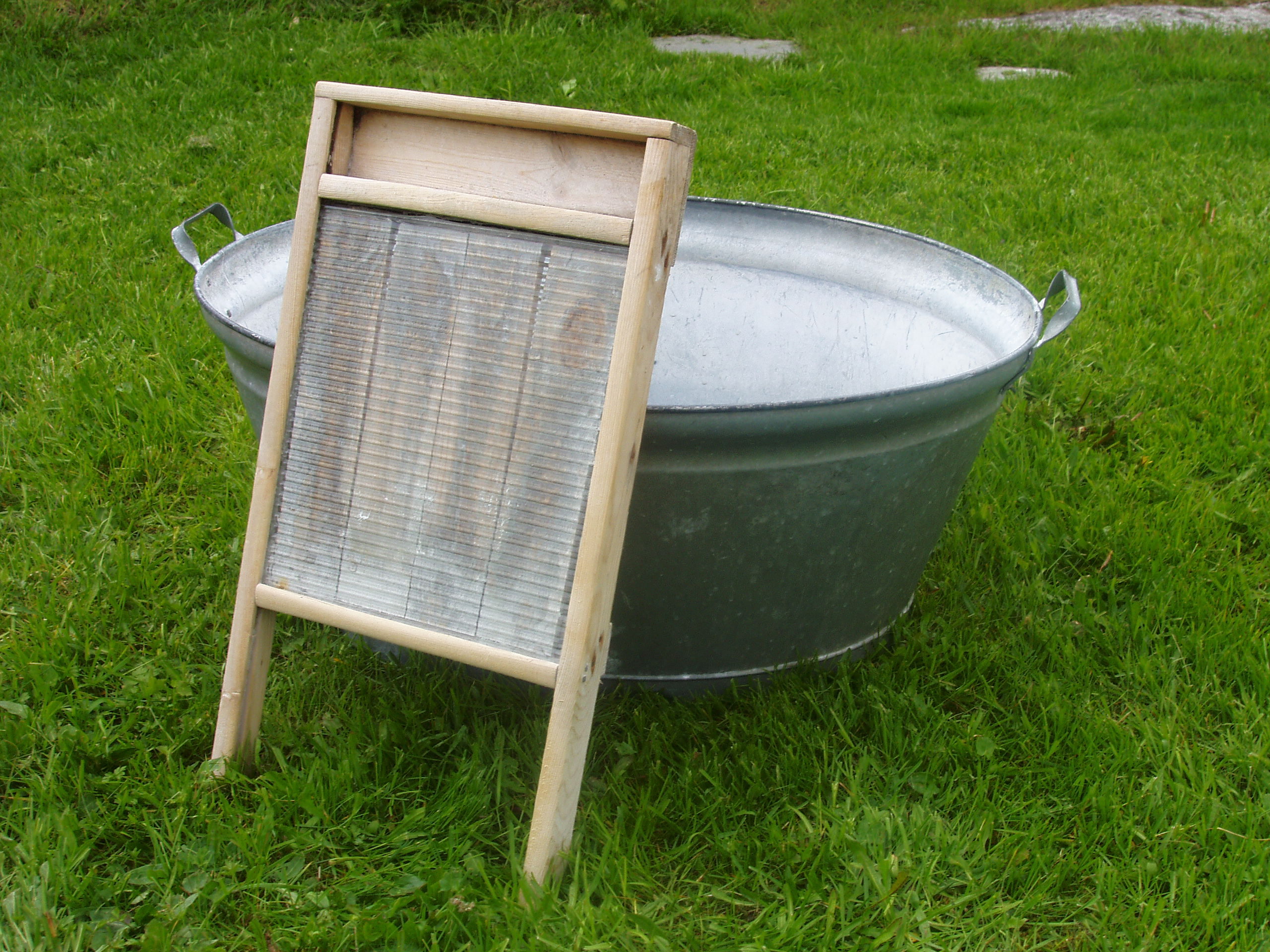
En tvättbräda lutad mot en zinkbalja.

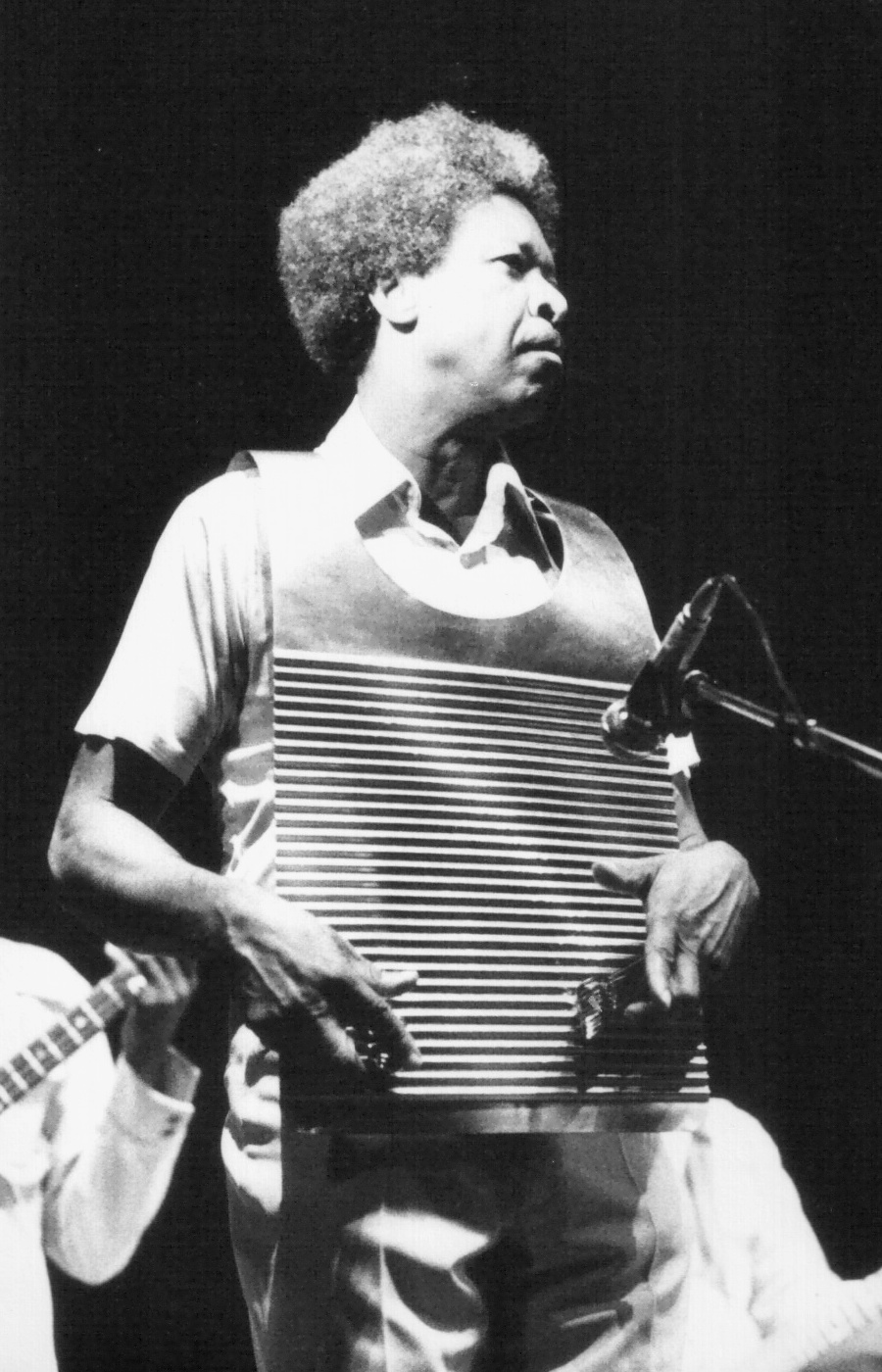
Cleveland Chenier iklädd sin "frottoir".

Tvättbräda eller skrubbräda, även tvättbräde och skrubbräde, är en räfflad skiva av metall (jämför korrugerad plåt), trä eller glas i en träram, med vilken man tvättar kläder. Detta görs genom att gnugga tyget med hjälp av en borste fram och tillbaka på tvättbrädan som hålles i en balja med vatten.
Tvättbrädan kan även fungera som ett musikinstrument inom slagverkfamiljen där den antingen slås an med borstar eller med fingerborgsliknande metallstycken på fingertopparna. I denna musikaliska funktion har tvättbrädan använts främst inom jazz, blues och skiffle. Inom zydeco (och i viss mån även cajunmusik) benämns tvättbrädan "frottoir" och är ofta utformad som en "väst".
Tvätthoar brukar ha en räfflad kant sida som fungerar som tvättbräda och kan kallas skrubbräde.